# Бахтадзе, Ксения Ермолаевна
Ксе́ния Ермола́евна Бахта́дзе (груз. ქსენია ერმილეს ასული ბახტაძე; 6 февраля 1899, Тифлис — 28 ноября 1978 или 26 сентября 1978, Чакви, Аджария) — советский грузинский селекционер. Герой Социалистического Труда (1966).
Академик ВАСХНИЛ (1956) и Академии наук Грузинской ССР (1955). Известна своими работами по селекции и семеноводству чая. Является автором ряда высокоурожайных и высококачественных сортов.

## Биография
Родилась в Тифлисе 6 февраля 1899 года.
Окончила Тифлисский политехнический институт (1922). Доктор сельскохозяйственных наук (1944), профессор (1949), академик ВАСХНИЛ (1956).
Работала препаратором Контрольной семенной станции Тифлисского ботанического сада (1921—1924).
Полевод Караязской селекционной станции (1924—1927), Ганджинской селекционной станции (1927).
Старший научный сотрудник (1927—1941), заведующая отделом селекции и семеноводства чая (1941—1968), заместитель директора по научной части (1968—1974) Чаквинского филиала ВНИИ чая и субтропических культур.
В 1948 году Ксения Бахтадзе впервые в мире вывела искусственные гибриды чая: сорта «Грузинский № 1» и «Грузинский № 2».
Умерла 28 ноября 1978 года в Чакви.
Именем Ксении Бахтадзе названа улица в Батуми в посёлке Мцване-Концхи.

## Награды и звания
- Герой Социалистического Труда (1966).
- Награждена двумя орденами Ленина (1954, 1966), орденом Трудового Красного Знамени (1949), орденом «Знак Почёта» (1946), медалями СССР, ВСХВ, почетными грамотами Президиума Верховного Совета Аджарской АССР, Советского комитета защиты мира.
- Сталинская премия первой степени (1949) — за научные исследования по биологии, селекции и семеноводству чайного растения и за выведение новых высокоурожайных сортов чая «Грузинский № 1» и «Грузинский № 2».
- Заслуженный деятель науки Грузинской ССР (1960) и Аджарской АССР (1966).
- Вице-президент Общества дружбы СССР и Шри-Ланка.

### О ней
Академик Ксения Бахтадзе. 1985